# Ginnastica aerobica ai Giochi europei
La Ginnastica aerobica è stata inserito nel programma dei Giochi europei sin dall'edizione inaugurale che si è svolta nel 2015.

## Edizioni
| Giochi | Anno | Sede  | Gare |
| ------ | ---- | ----- | ---- |
| I      | 2015 | Baku  | 2    |
| II     | 2019 | Minsk | 2    |

## Medagliere complessivo
Aggiornato alla seconda edizione
| Pos.   | Paese    | Oro | Argento | Bronzo | Totale |
| ------ | -------- | --- | ------- | ------ | ------ |
| 1      | Russia   | 1   | 0       | 2      | 3      |
| 2      | Italia   | 1   | 1       | 0      | 2      |
| 3      | Spagna   | 1   | 0       | 1      | 2      |
| 4      | Ungheria | 1   | 0       | 0      | 1      |
| 5      | Romania  | 0   | 2       | 1      | 3      |
| 6      | Bulgaria | 0   | 1       | 0      | 1      |
| Totale | Totale   | 2   | 2       | 2      | 6      |